# 中国中信集团
中国中信集团有限公司（英語：CITIC Group），简称中信集团，前称中国国际信托投资公司，是经邓小平倡导和批准后，经中华人民共和国国务院批准设立的大型综合性企业公司。公司由荣毅仁于1979年10月4日创办。由财政部代表国务院履行出资人职责。主要业务集中在金融、实业和其它服务业领域。

## 沿革

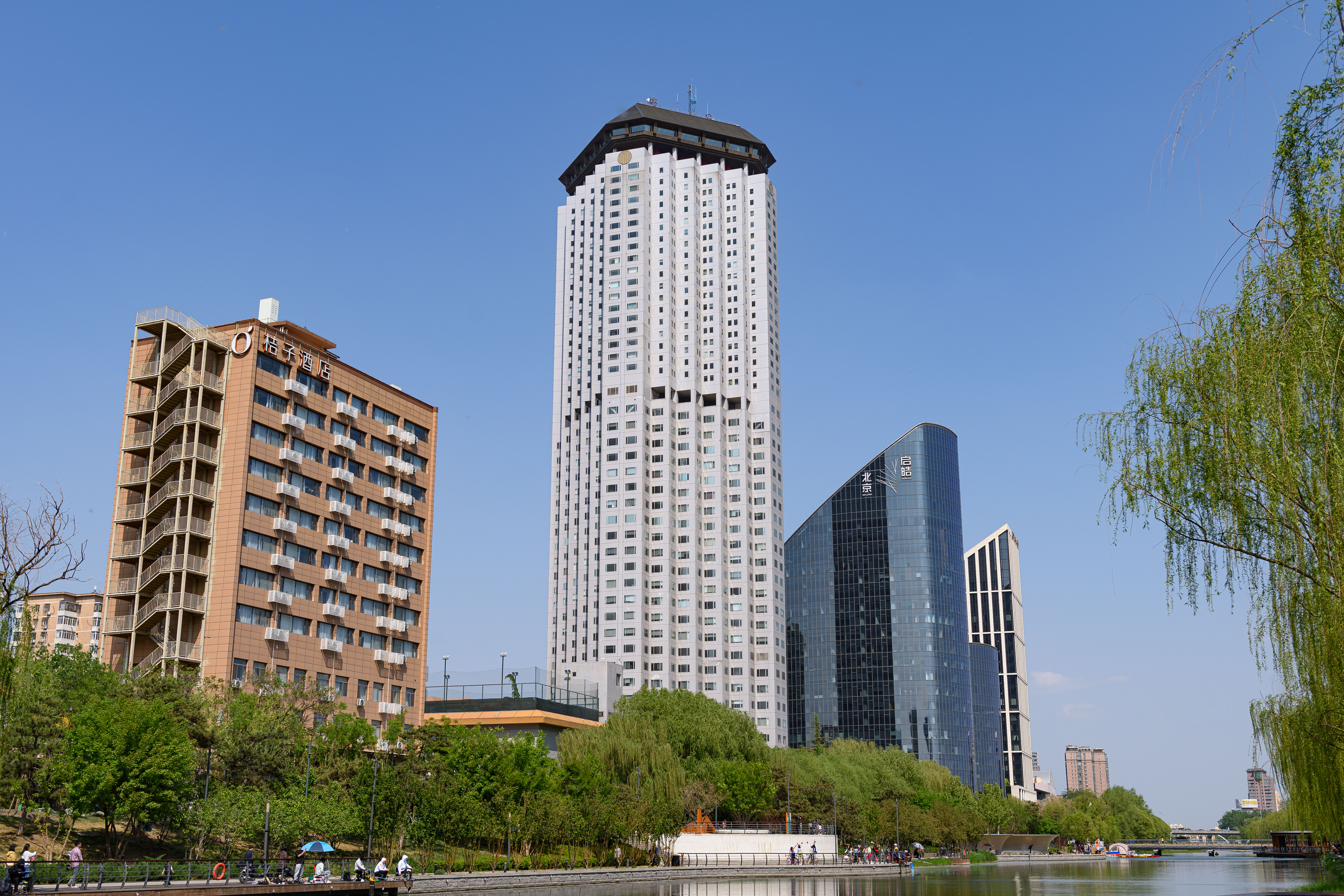
1991年7月建成的京城大厦曾为中信集团总部所在地

- 1979年1月17日，中共中央副主席兼国务院副总理邓小平在北京人民大会堂福建厅约见胡厥文、胡子昂、荣毅仁、周叔弢、古耕虞五人提出吸引外资解决经济建设资金问题。
- 1979年2月，荣毅仁提出成立“中国国际投资信托公司”。
- 1979年7月1日，全国人大五届二次会议通过《中华人民共和国中外合资经营企业法》，7月8日正式公布。同日中国国际信托投资公司（China International Trust & Investment Corporation）宣布成立，简称“中信公司”，注册资金2亿人民币。
- 1979年10月4日，中信董事会在人民大会堂台湾厅正式成立。董事会成员共44人，荣毅仁、雷任民、吴志超、陈树梓、王兼士为常务董事，荣毅仁为董事长，雷任民为副董事长。公司总经理为荣毅仁兼任，雷任民、吴志超、陈树梓任副总经理。其他董事包括马万祺、王少岩、王光英、王纪元、王宽诚、叶林、古耕虞、刘希文、刘靖基、孙孚凌、孙晓村、华煜卿、芮沐、肖桐、何贤、何郝炬、李文杰、李嘉诚、杜新波、邱纯甫、陈希仲、汤元炳、周志俊、周宝芬、张敬礼、张遗、段云、茅以升、胡子婴、经叔平、郭棣活、钱昌照、资耀华、曾定石、常彦卿、童少生、裴先白、缪云台、霍英东等。
- 中信公司成立后首先通过租赁方式给北京汽车出租公司引进了200辆汽车，以杠杆租赁方式为中国民航引进了一架波音747客机。
- 1980 年初中信公司派小组赴日本考察现代租赁业, 1980年6月2日，由中信公司、北京机电公司与日本东方租赁株式会社（1989年改名为欧力士株式会社）成立中国东方租赁公司（简称“东租”）筹备组。1981年2月正式成立。日方占50%股份，北京机电设备公司占35%的股份，中信公司占股15%，当时的资本总额是300万美元。董事长闵一民，日方担任副董事长和总经理。开办后的头4年，营业额400万美元、1000万美元、1.2亿美元和1.6亿美元。融资租赁成为中国唯一向外资开放的金融领域。2009年东方租赁公司申请破产清算。东租开启了中外合资租赁行业，八十年代前期全行业为中国的纺织轻工家电利用外资引入了10多亿美元进口设备。
- 1981年7月 由中信公司与国家物资局等单位共同组建了中国租赁公司（简称“中租”）。中资租赁业（非合资、非独资）正式诞生。1984年，中租公司进行增资扩股，注册资本为1亿元人民币。1998年7月，中租公司根据中国人民银行统一部署实施停业重组。
- 1982年1月18日，中信与野村证券达成协议，以年利率8.7%发行12年期武士债，总额100亿日元，其中80%投入仪征化纤。这是新中国成立后第一次发行海外债券。
- 1984年，中信旗下中国国际经济咨询公司与英国朗文合作出版了《中国投资指南》，这是中国第一部完整介绍中国对外开放有关政策法规的书籍。
- 1986年，中信利用杠杆租赁收购澳大利亚波特兰铝厂10%股权，被评为“1986年世界十大融资案例”之一。
- 1986年3月22日，中信以3.5亿港元收购因挤兑风波遭到严重打击的嘉华银行92%的新股。
- 1987年1月27日，中信香港以19.36亿港元收购国泰航空12.5%股份，成为第三大股东。
- 1988年2月24日，中信、大东电报局、和记黄埔三方合资成立亚洲卫星有限公司。1990年4月7日，亚洲一号由中国长城工业公司的长征火箭送入太空。中国正式进入国际卫星发射市场。
- 1988年8月15至17日，中共中央政治局召开北戴河会议，通过《关于价格、工资改革的初步方案》，物价指数突飞猛进，五大“官倒”——光大实业公司、中国农村信托投资公司、中国康华发展总公司、中国工商经济开发总公司、中国国际信托投资公司遭到国家审计署审计。
- 1990年1月，中信收购泰富发展，更名中信泰富。中信香港将资产和业务注入中信泰富，中信泰富由小型地产公司一跃成为超过40亿港元的大型上市公司。
- 1990年2月14日，中信香港以每股4.55港元，斥资103亿收购香港电讯20%股权，成为第二大股东。
- 1992年2月13日，中信泰富收购香港最著名老牌洋行——恒昌企业。
- 1995年2月，中信证券成立。2002年，中信证券上市。中信证券是中国最大的券商。
- 1995年3月26日，中信与伊朗德黑兰城乡铁路公司签署协议，承包修建德黑兰地铁一、二号线。德黑兰地铁工程被称为“总统一号工程”，是中东、北非第一个地铁系统。
- 2001年，中信集团成立。
- 2002年12月5日，中信控股成立。中信控股是中国第一家金融控股公司。
- 2003年，中信集团参与的联合体中标“鸟巢”。
- 2005年11月25日，中信实业银行改名“中信银行”。2007年4月27日，中信银行A+H股同步上市。
- 2006年12月31日，中信宣布以19.1亿美元收购加拿大内森斯能源有限公司，从而获得该公司对哈萨克斯坦卡拉赞巴斯油气田的开采权（页面存档备份，存于）。
- 2008年10月20日，中信泰富因外汇期权合约巨亏，面临破产危机，引发港股震动。中信集团紧急注资拯救，损失不详。
- 2010年5月，中信集团启动整体上市。
- 2011年12月改制，“中国中信集团公司”整体改制为国有独资公司的中国中信集团有限公司（简称中信集团），在中信集团下面设立一家股份公司——中国中信股份有限公司（简称中信股份），拥有中信集团90%以上核心资产。由中信泰富收购中信股份全部股权，即中信集团将通过注资中信泰富的方式，在香港实现整体上市。
- 2011年9月1日，由山西太原鋼鐵集團與寶鋼集團、中信金屬公司、鞍鋼和首鋼共同出資成立的中國鈮業投資控股有限公司成功以19.5億美元收購世界最大鈮公司巴西礦冶（CBMM）15%的股權。CBMM由巴西Moreira Salles家族控制，五大企業完成入股權後，該家族仍持有七成控股權。
- 2014年11月12日中信股份有限公司與KKR組建合資公司斥資12.56億新加坡元（約人民幣59.6億元或9.3億美元）收購一家在新加坡上市專注於廢水處理的中國公司聯合環保技術集團交易完成後，中信股份和KKR分別將成為聯合環境第一、第二大股東。
- 2013年，中信集團宣佈已完成整體改制工作，成為國有獨資公司並更名為中國中信集團有限公司，註冊資本為1,837億元人民幣。同時，中信集團以大部分現有經營性淨資產出資，聯合北京中信企業管理有限公司共同發起設立中國中信股份有限公司。中信股份的註冊資本為1,280億元人民幣，中信集團持股99.90%、中企管理持股0.10%。
- 2015年1月20日，正大集團和伊藤忠商事將通過分別佔50%股份的合資公司正大光明投資有限公司斥資最多803億港元(或104億美元)入股中信股份，包括中信股份以換股價13.8元，向正大光明發行33.27億股可轉換優先股，佔擴大後股本11.79%，作價459.2億元現金和正大光明以每股13.8元，斥資(約為343.63億港元或45.4億美元)向中信集團購買持有的中信股份10%股權，共24.9億股。完後，連同原持有的1%股權，正大光明將持有中信股份20.61%股權
- 2016年3月11日，中信集團以310億元（人民幣．下同）（約370.8億港元），向中國海外發展出售旗下121個分佈於中國內地25個主要經濟地區城市的物業項目，代價支付包括中國海外發展將以每股27.13港元發行約10.96億股，占公司現有已發行股本的11.11%，並占擴大股本後的10%和轉讓價值約61.49億元人民幣的物業資產作為對價，交易完成後，中信將成為中國海外發展第二大股東，
- 2017年12月27日晚，哈藥股份公告稱：中信資本向哈藥集團注資29.2億元，合計持有其60.86%的股權
- 2018年2月24日哈藥集團斥資3億美元入股健安喜40.1%的股權，從而成為其單一最大股東，交易雙方擬共同出資在香港設立一家合資公司，負責GNC在中國大陸地區的經營業務。其中哈藥股份持有合資公司65%的股權，GNC持有合資公司35%的股權。合資公司將擁有中國大陸地區GNC業務的獨家經營權，GNC將授予合資公司長期的獨家商標許可，允許合資公司在中國大陸地區獨家生産、銷售GNC産品。
- 2022年3月中国中信金融控股有限公司（简称“中信金控”）成立，是首批获中国人民银行颁发牌照的金融控股公司和持有金融业牌照齐全、业务范围广泛的综合金融服务企业。作为中信集团综合金融服务板块发展的平台和主体，中信金控将支持中信银行、中信证券、中信信托、中信保诚人寿、中信消费金融等金融子公司，全方位满足客户的综合金融需求。

## 业务板块

### 金融
- 金控：金融控股平台
- 银行：中信银行是中国改革开放后最早由国有企业创办的现代商业银行之一，2017年底，中信银行与百度公司合作设立中国国内首家独立法人直销银行百信银行。
- 证券：拥有中信证券、中信建投证券两大券商。
- 信托：中信信托为中国规模最大的信托投资公司。
- 保险：中信保诚人寿保险有限公司成立于2000年，由中国中信集团和英国保诚集团联合发起创建。

### 制造业
中信集团在中国各地拥有多家重工业制造企业。中信重工（原洛阳矿山机器厂）是全球领先的矿山装备供应和服务商。中信戴卡为中国大陆第一家铝车轮制造企业，铝车轮销量位居全球第一。1988年划归中信集团管理的中信机电（原国营五四一总厂）以军工业、耐磨材料、汽车零部件、供电业务为主。1996年，中信集团与美国雷诺兹金属公司（后被美国铝业集团收购）合资设立中信渤海铝业。2020年，中信集团与华润水泥、工业富联合资设立信润富联公司，聚焦汽车零部件和新型建材行业。

### 能源材料
中信金属（原中国康华金属开发公司）主要从事全球金属矿产类大宗商品贸易和投资业务。中信资源主要从事石油和煤的勘探、开发和生产，拥有哈萨克斯坦KBM油田、印尼Seram油田、辽宁天时月东油田等项目。中信矿业国际是世界主要磁铁矿生产商、中国铁精粉进口主要供应商。中信特钢是中国主要的专业化特殊钢制造企业。中信泰富能源在中国国内投资、经营及管理多家火力发电厂。

### 消费
中信集团于1992年全资收购香港贸易商大昌行集团。1997年，中信集团涉足电讯业务，创立的中信国际电讯是亚太地区最大的国际电讯枢纽之一，旗下澳门电讯是澳门唯一提供全面电信服务的供应商。中信集团于1986年开始参与组建的亚洲卫星是亚洲首家私营区域性卫星营运组织。中信出版集团在国内拥有出版、发行、零售全牌照，年出版品种近千种，在全国图书零售市场的占有率位列第一。中信农业是隆平高科第一大股东、首农股份第三大股东，同时拥有巴西第三大玉米种业平台。2017年，中信集团通过旗下子公司控股的金拱门（中国）有限公司，取得麦当劳在中国内地和香港业务的特许经营权。

### 建筑工程
中信集团拥有工程承包商中信建设、设计院中信工程设计、城市开发运营商中信城开、负责中国尊开发建设运营的中信和业、地产开发商中信泰富地产、污水及环保处理商中信环境技术（原新加坡联合环境技术）、通用航空运营商中信海直、健康产业投资运营商中信医疗、产业投资资本运营商中信兴业等。

## 历任管理层

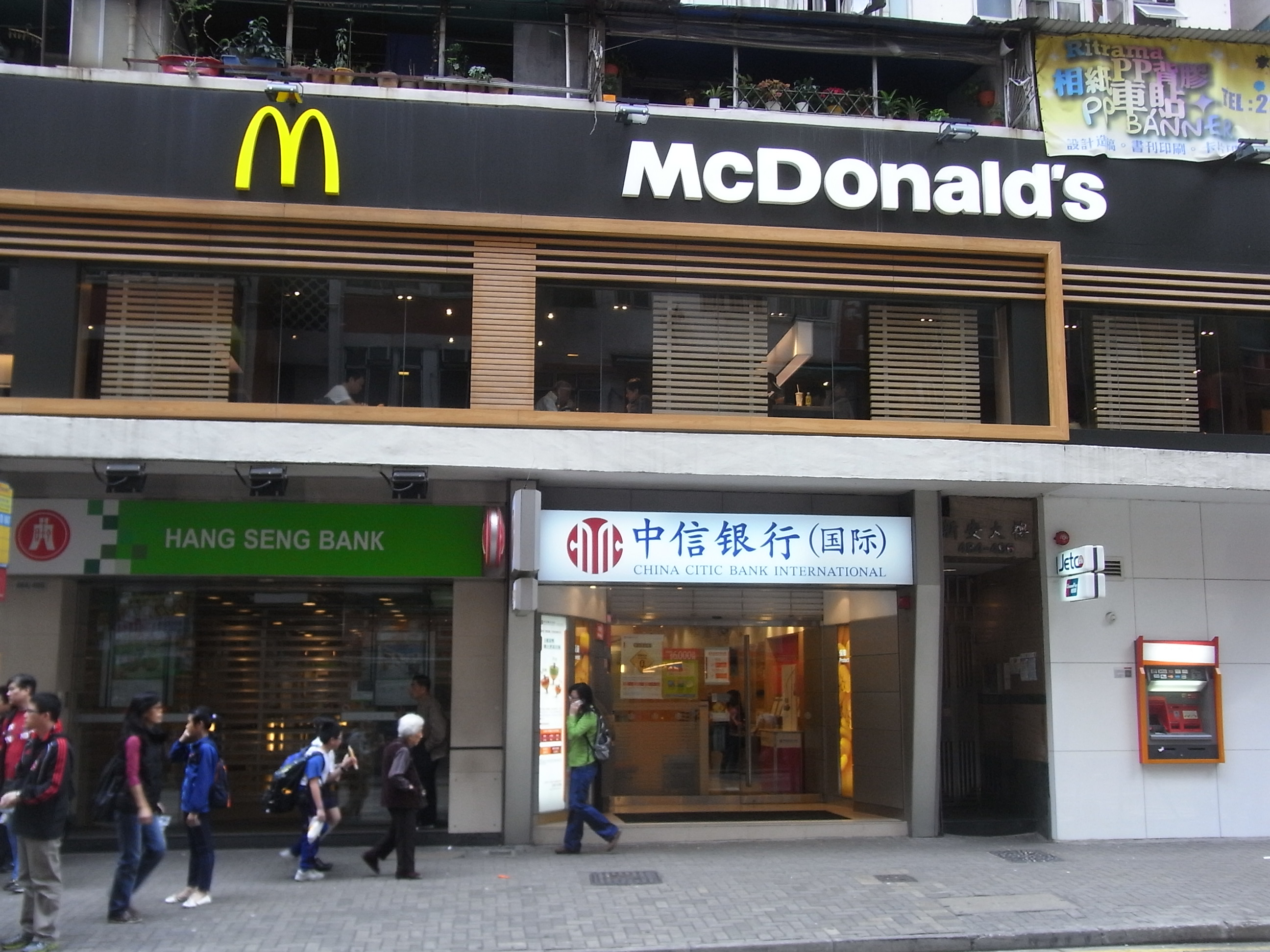
香港的中信銀行分行

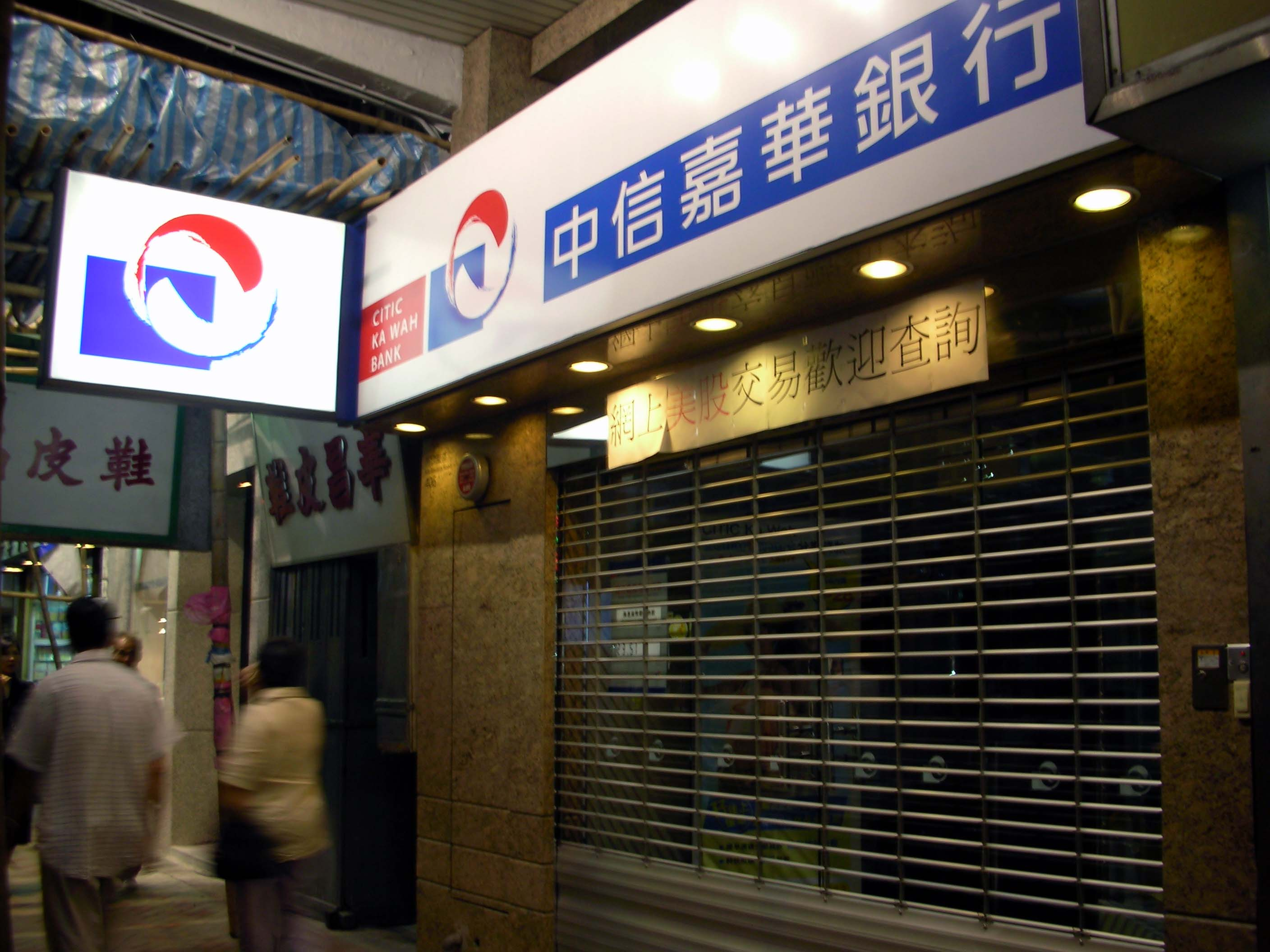
中信嘉華（中信銀行國際前身）

- 1979年－1993年 荣毅仁任董事长兼总经理
- 1993年－1995年 魏鸣一任董事长，王军任总经理
- 1995年－2000年 王军任董事长，秦晓任总经理
- 2000年－2006年 王军任董事长，孔丹任副董事长兼总经理
- 2006年－2010年 孔丹任董事长，常振明任副董事长兼总经理
- 2010年－2013年 常振明任董事长，田国立任副董事长兼总经理（页面存档备份，存于）
- 2013年－2020年 常振明任董事长，王炯任副董事长兼总经理（页面存档备份，存于）
- 2020年－2023年 朱鹤新任董事长
- 2023年至今 奚国华任董事长 （页面存档备份，存于）

## 主要下属的子公司

### 金融类子公司
- 中信信托投资有限责任公司
- 中信控股有限责任公司
- 中信银行股份有限公司（上市公司）
- 中信銀行國際有限公司（前上市公司）
- 中信国际金融控股有限公司（前上市公司）
- 信诚人寿保险有限公司（合资保险公司）
- 中信证券股份有限公司（上市公司）
- 中信新际期货有限公司（合资期货经纪公司，中信期货与中信新际期货已拟合并，2014年12月4日获得中国证监会批准）
- 中信資本19.9%
- 中信國際資產管理公司40%
- 廣發銀行12.8488%（透過中信信托有限责任公司持有）
- 台灣中國信託金融控股3.8%（透過中信銀行股份有限公司持有，是鹿港辜家以外第二大股東）
- 中信金融资产212.31亿股，持股比例26.46%

### 实业类子公司
- 中國中信股份有限公司（上市公司）77.9%
- 中信泰富特鋼集團（上市公司）
- 中信澳大利亚公司
- 中信（香港）集團有限公司
- 中信华东（集团）有限公司
- 中信华南（集团）有限公司
- 中信深圳（集团）公司
- 国华国际工程承包公司
- 中国市政工程中南设计研究院
- 武汉建筑设计院
- 中信金属股份有限公司
- 中信重工機械股份有限公司（上市公司）71.04%
- 中信天津工业发展公司
- 中信机电制造公司
- 渤海铝业有限公司
- 中信网络有限公司
- 中國奔騰網
- 中信网络科技股份有限公司
- 中信資源控股有限公司（上市公司） 59.41%
- 中信大錳控股有限公司（上市公司）  49.26%
- 澳洲鋁礦企業Alumina約13.04%股權
- 中信国际电讯集团有限公司（上市公司）59.81%
- 建屋貸款63.3%
- 儀徵化纖18%
- 阿里健康信息（上市公司） 9.96%
- 中信戴卡股份有限公司
- 中信環保股份有限公司
- 聯合環保技術公司（上市公司）[3]

### 服务类子公司
- 中信出版集团
- 中信湘雅
- 中信旅游总公司
- 中信国际合作公司
- 中国国际经济咨询公司
- 亚洲卫星控股有限公司（前上市公司）37.59%，己出售
- 中信海洋直升机股份有限公司（上市公司）42.18%
- 中信文化传媒集团
- 中信国际商贸有限公司
- 陝西旅遊股份有限公司48.33%
- 中信醫療健康產業集團有限公司

## 其他股權投資
- 中信金融资产23.46%
- 中國海外發展10.06%
- 中信資本19.9%
- 中信国安实业集团公司 约31%
  - 中信國安信息產業（上市公司） 41.42%
  - 中信國安葡萄酒業股份有限公司（上市公司） 42.65%
- 中信建投証券
- 北京国安足球俱乐部 36%
- 北京首農股份有限公司16.7%股權
- 麥當勞中港業務的新公司Grand Foods Investment52%股權

## 以中信集團命名的地標建築物

### 中信廣場

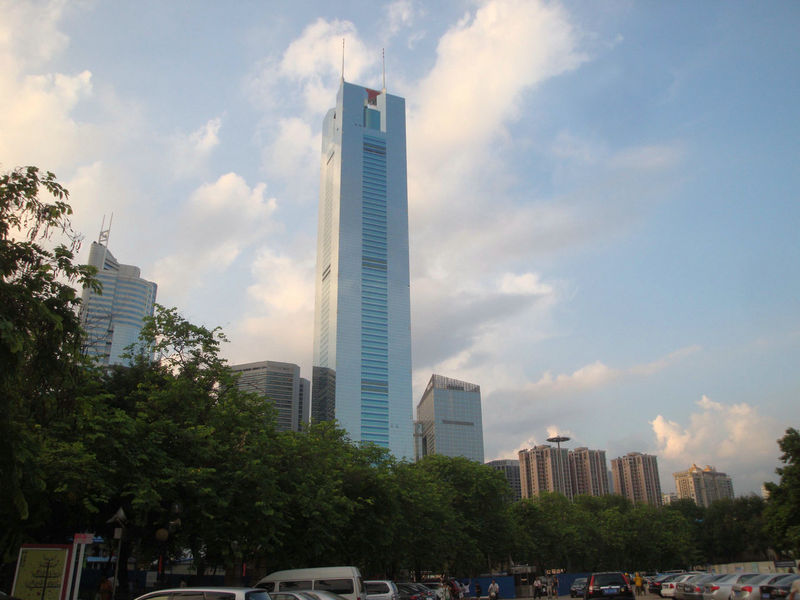
廣州中信廣場（向外租賃物業，連命名權）

中信集团向保利集團、中國海外宏洋集團及香港建設合營財團連同命名權租用的中信廣場位于广州市的天河区，是广州由1996年至2006年为止最高的建筑。其后，此最高建築物地位被广州国际金融中心（广州西塔）、广州塔等新建樓宇取代。

### 香港中信大厦

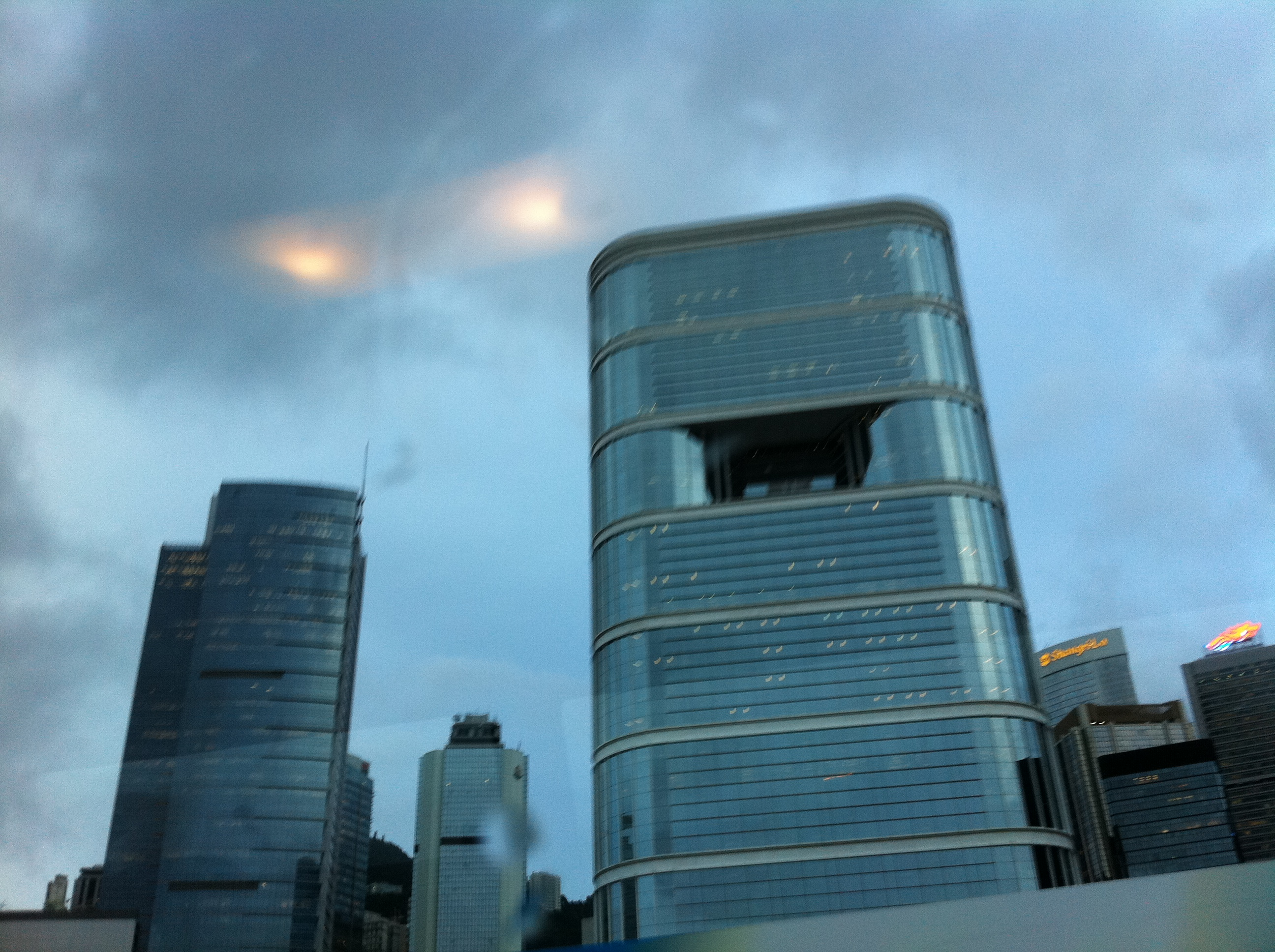
香港中信大廈

中信大厦（Citic Tower），是一座位于香港港岛的办公楼。目前是中信集团属下香港上市公司中國中信股份之总部。整座大楼呈三角形，顶部一节为椭圆形。中信大厦亦是幻彩咏香江的参演大楼之一。多間中資及外資金融機構進駐此大廈。

### 北京中信大厦（中國尊）

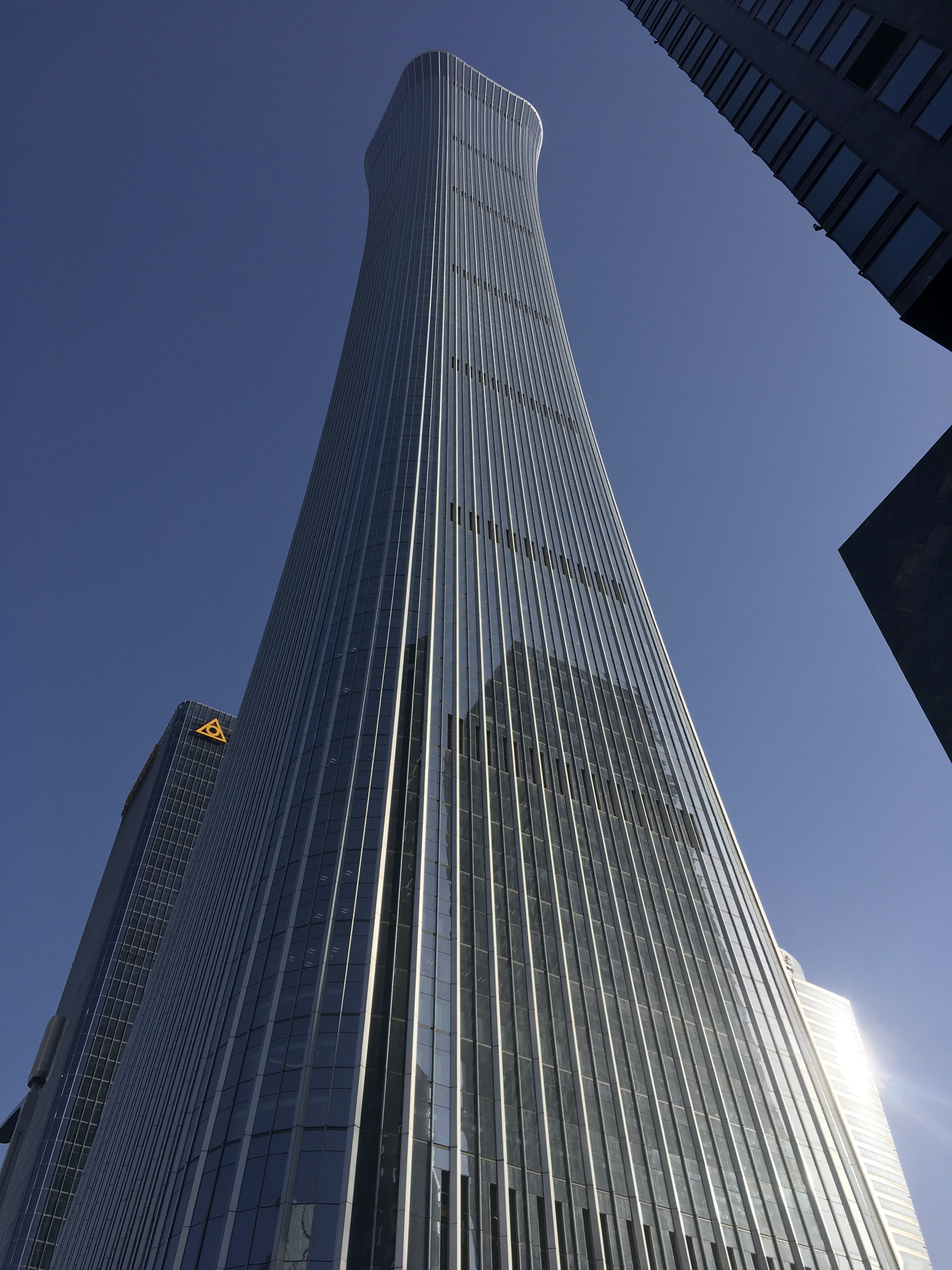
中國尊 北京最高樓

中國尊乃是中信集團（89-102樓）及旗下中信銀行（7-42樓）的總部，位於北京商務中心區光華路10號院。此大樓由2016年起，成為北京市第一高建築物，已於2018年12月28日完工。
2020年1月16日，中信集团总部由京城大厦正式迁入中国尊。